# Сейго Михайло Іванович
Сейго Михайло Іванович (* 6 серпня 1914, Вінніпег — 15 липня 1989, Торонто) — громадський діяч української діаспори в Канаді, редактор періодичних видань, сценарист, режисер, комуніст.
Був членом крайового виконавчого комітету Товариства об'єднаних українських канадців. Редагував тижневик «The Westerner». Також працював у газеті «Ukrainian Canadian»: редактором з 1954 року, директором у 1960—1980 роках.
У 1964 році випустив у співавторстві з Галиною Польовою книжку про молодість Тараса Шевченка «Весь світ — моє село».
Автор сценарію театральної постановки та грамофонного монтажу «Малий Тарас». Також виступив режисером і автором сценарію документального фільму «Відвідини Музею Шевченка в Палермо» (1960).